# Ramnagar (dystrykt Waranasi)
Ramnagar (hindi रामनगर) – miasto w północnych Indiach w stanie Uttar Pradesh, na Nizinie Hindustańskiej.
Populacja miasta w 2001 roku wynosiła 39 941 mieszkańców.